# جورج أ. وايتنغ
جورج أ. وايتنغ (بالإنجليزية: George A. Whiting)‏ هو شاعر أمريكي، ولد في 16 أغسطس 1884، وتوفي في 18 ديسمبر 1943 في نيويورك في الولايات المتحدة.

## وصلات خارجية
- جورج أ. وايتنغ على موقع IMDb (الإنجليزية)
- جورج أ. وايتنغ على موقع ميوزك برينز (الإنجليزية)
- جورج أ. وايتنغ على موقع أول ميوزيك (الإنجليزية)
- جورج أ. وايتنغ على موقع ديسكوغز (الإنجليزية)